# Сакмара (Оренбургская область)
Сакма́ра — село, административный центр Сакмарского сельсовета и Сакмарского района Оренбургской области, бывшая станица Оренбургского казачьего войска. Основана атаманом Василием Араповым летом 1724 года.

## География
Расположено на правом берегу реки Сакмары, в 42 км к северо-востоку от областного центра города Оренбурга.
Село связано автомобильным мостом через Сакмару с посёлком Красный Коммунар, где расположена ближайшая железнодорожная станция Сакмарская Южно-Уральской железной дороги.

## История
Атаман Василий Арапов подал челобитную в Военную коллегию Сената, в коей просил о позволении ему и другим казакам «на устье реки Сакмары, близь башкирцев поселение иметь и крепость строить, проезды чинить и крепкие караулы держать». При этом Арапов просил для отпора от оных неприятелей: «… четыре пушки и к ним ядра и порох». Своим указом от 4 июня 1725 года Военная коллегия разрешила Арапову получить из Москвы 5 чугунных пушек, ядра, порох к ним.
19 июня 1725 года императрица Екатерина I подписала грамоту, разрешающую атаману Василию Арапову сооружение крепости в устье реки и вооружение её пушками: 
«…Дабы уберечь Россию от нападения и разорения соорудить крепость оную на реке Сакмаре и вооружить её пушками чугунными да ядрами. А посему повелеваю, чтоб крепость была построена».
 Эту дату и читают официальной датой основания Сакмары. В этом же году под руководством яицкого атамана Василия Арапова началось строительство Сакмарской крепости (первоначальное название: Сакмарский городок), одной из первых крепостей на этом направлении. При этом активную помощь оказали самарские казаки. С тех пор входившая в состав Оренбургского казачьего войска, а по административно-территориальному делению вошедшая в состав Оренбургского уезда Оренбургской губернии, состояла из 300 яицких казаков, части исетских, самарских и уфимских казаков.

В 1740 году казаки Сакмарска участвовали в жестоком подавлении башкирского восстания Карасакала. П. И. Рычков описывает экзекуции над восставшими башкирами, к которым начальник Оренбургской комиссии В. А. Урусов приступил осенью 1740 года в Сакмарске: 
«…прочим оставшим злодеям экзекуция была 17 сентября, по прибытии его, генерал-лейтенанта в Сакмарск, где ста двадцати человекам отсечены головы, пятьдесят человек повешено да триста один человек наказаны отрезанием носов и ушей…»

В 1773 году Федор Полунин в своей книге «Географический лексикон российского государства или словарь описующий по азбучному порядку, реки, озера, моря, горы, города, крепости, знатные монастыри, остроги… и т. д.» писал:
 Сей городок лежит на высоком мысу, которой с двух сторон неприступен, и никакого укрепления не требует, а где надлежит иметь деревянное укрепление и артиллерию. Оный заселен ещё лет 30 прежде города Оренбурга охотниками из Яицкого корпуса, может быть в рассуждении тамошних весьма хлебородных и лесом достаточных против Яицкого городка мест. Отселе до Яицкого городка считается 298 верст. В нём по последней переписи находится казаков российских 200, да из иноверцев до 50 человек, которые имеют своего атамана и старшин. Службы они общий с Яицким войском за отдаленностью не служат, а употребляют к разным делам и нарядам по Оренбургу. Содержание свое имеют по удобным к пашни местам от хлебопашества, и имея в близости лес, оной в Оренбурге сплавляют а особливо весной на заводы медных руд промышляют. В семи верстах от сего городка за рекою Сакмарою по дороге к Оренбургу есть гора не малой высоты, называемая Гребень, и состоящая из известного камня, где с начала Оренбурга и поныне известь жгут, и для архитектурных украшений вырубают камни такой величины, какие кому надобны
.
Впоследствии сакмарские казаки участвовали в войнах с Турцией 1735—1739 годов, Пруссией 1756—1763 годов и др..
Среди казаков было много кержаков-староверов. В ходе Крестьянской войны 1773—1775 гг. они не выступили против Емельяна Пугачёва. Здесь состоялся один из известных боёв времён этой войны. Вот как описывает А. С. Пушкин прибытие Пугачёва в Сакмарский городок: 
«В крепости у станичной избы постланы были ковры и поставлен стол с хлебом и солью. Поп ожидал Пугачёва с крестом и с святыми иконами. Когда въехал он в крепость, начали звонить в колокола; народ снял шапки, и когда самозванец стал сходить с лошади, при помощи двух из его казаков, подхвативших его под руки, тогда все пали ниц. Он приложился ко кресту, хлеб-соль поцеловал и, сев на уготовленный стул, сказал: „Вставайте, детушки“. Потом все целовали его руку. Пугачёв осведомился о городских казаках. Ему отвечали, что иные на службе, другие с их атаманом, Данилом Донским, взяты в Оренбург, и что только двадцать человек оставлены для почтовой гоньбы, но и те скрылись. Он обратился к священнику и грозно приказал ему отыскать их, примолвя: „Ты поп, так будь и атаман; ты и все жители отвечаете мне за них своими головами“. Потом поехал он к атаманову отцу, у которого был ему приготовлен обед. „Если б твой сын был здесь, — сказал он старику, — то ваш обед был бы высок и честен: но хлеб-соль твоя помрачилась. Какой он атаман, коли место своё покинул?“ — После обеда, пьяный, он велел было казнить хозяина; но бывшие при нём казаки упросили его; старик был только закован и посажен на одну ночь в станичную избу под караул. На другой день сысканные казаки представлены были Пугачёву. Он обошёлся с ними ласково и взял с собою. Они спросили его: сколько прикажет взять припасов? „Возьмите, — отвечал он, — краюшку хлеба: вы проводите меня только до Оренбурга“. В сие время башкирцы, присланные от оренбургского губернатора, окружили город. Пугачёв к ним выехал и без бою взял всех в своё войско. На берегу Сакмары повесил он шесть человек».
16 сентября 1915 года в Сакмарской станице при сильном ветре выгорело 347 дворов. В огне погибло много скота, хлеба, картофеля и прочих сельских продуктов, которыми станица снабжала город. Убыток превысил 500 000 рублей.

Группа оренбургских казаков из Сакмарского городка. 1912 год. Крайний слева стоит Погадаев Александр Мертемьянович

В период Гражданской войны в апреле 1919 года 4-й Оренбургский казачий полк под командованием генерала Бакича оборонялся в районе хутора Архипова против 277-го полка Красной Армии. Между устьем рек Салмыш и Сакмара в ходе четырёхчасового боя станица Сакмарская была занята красными войсками.
В 1935—1963 годах и с 1965 года — центр Сакмарского района.

## Инфраструктура
Имеется средняя общеобразовательная школа, дом культуры, в котором размещается и библиотека, детская школа искусств, два детских сада. До 1990-х годов был кинотеатр «Родина», сейчас его помещение занимает церковь. 

## Достопримечательности
- Обелиск Славы установлен в 1967 г. На мемориальных досках выбиты 234 фамилии сакмарцев, участвовавших в Великой Отечественной войне.
- Церковь в честь иконы Казанской Божией Матери. Деревянный староверческий храм построен в 1733 году, освящён в 1751 году в честь Казанской иконы Божией Матери, в 1760 году сгорел во время пожара, в 1825 году была построена каменная Казанская церковь, которая 1869 году стала единоверческой, в 1929 году храм был закрыт, 1 августа 1992 г. здание храма было возвращено православным.
- Пятничная мечеть[9].
- Районный краеведческий музей
- Краеведческий музей в Сакмарской средней школе. Примечательна скульптурная композиция «Династия хлеборобов Чердинцевых» Н. Г. Петиной.

Первый памятник Ленину в Ленинском садике

- Памятник В.И. Ленину (1976). Первый памятник В. И. Ленину в центре села, в Ленинском садике, установленный в 1942 году, демонтирован.
- На горе Янгизской установлен обелиск участникам Салмышского боя. Установлен 26 апреля 1968 года. В 2008 году к 90 летию Гражданской войны памятник реставрирован. Основание 6×8 м, высота стелы 9 метров.

## Известные люди, связанные с Сакмарой
- Бахревский, Владислав Анатольевич (р. 1936), писатель, в конце 1950-х годов работал в районной газете «Путь к коммунизму» (сейчас «Сакмарские вести»).
- Бурлин, Пётр Гаврилович (1879, Оренбургская губерния — 10 февраля 1954, Сидней, Австралия) — русский военачальник, генерал-майор. Участник русско-японской и Первой мировой войн. Участник Белого движения в годы гражданской войны.
- Ленский, Анатолий Васильевич (1938 - 1998), журналист, работал в районной газете «Сакмарские вести» в 1960—1970-е годы.
- Погадаев, Виктор Александрович (р. 1946), востоковед, родился и жил до 1965 г. в с. Сакмара.
- Чердинцев, Василий Макарович (1927 - 2018), дважды Герой Социалистического Труда, родился в селе Архиповка Сакмарского района, жил и работал в с. Сакмара.

## Галерея

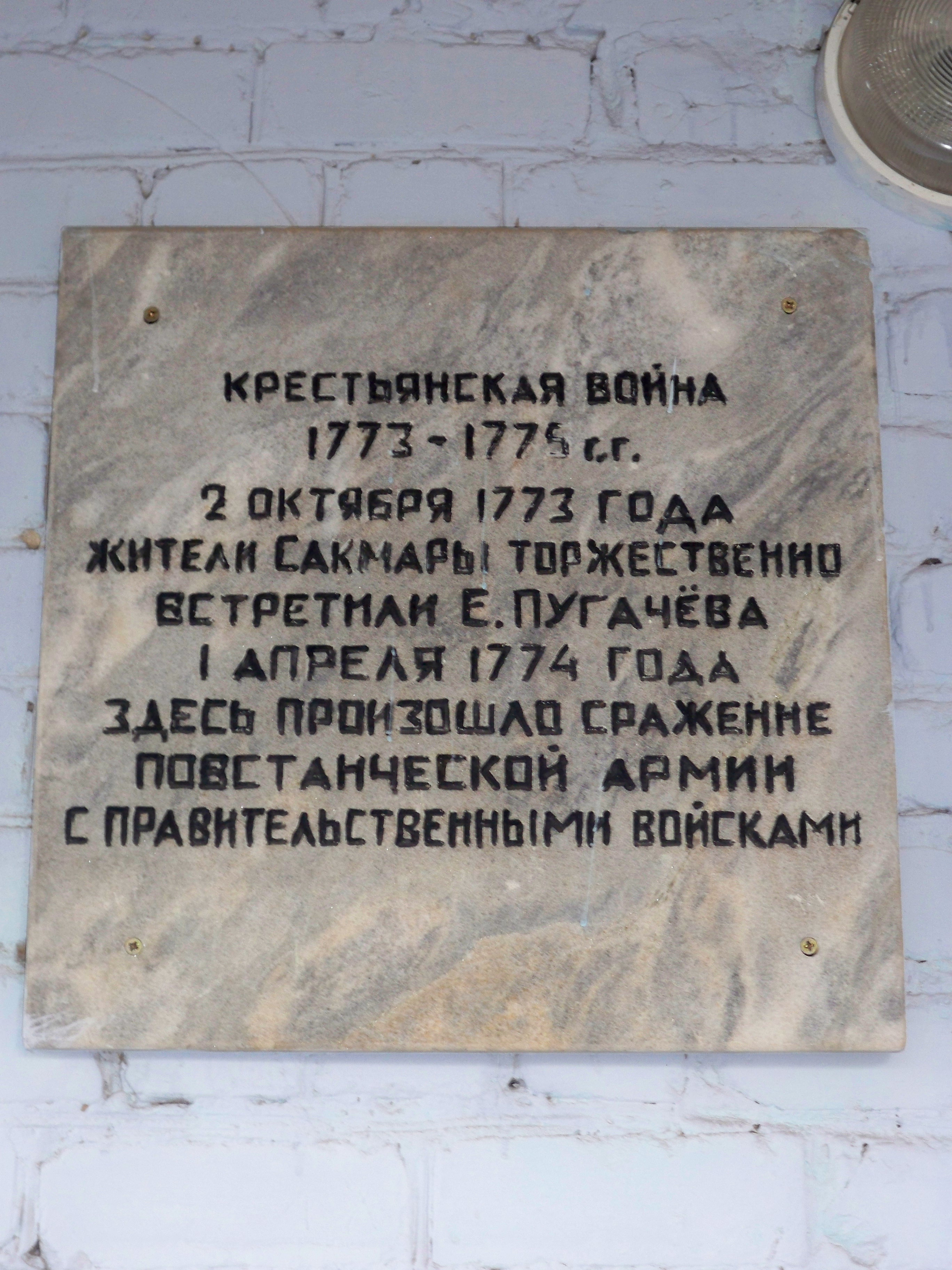
Мемориальная доска о встрече жителей Сакмары с Емельяном Пугачёвым
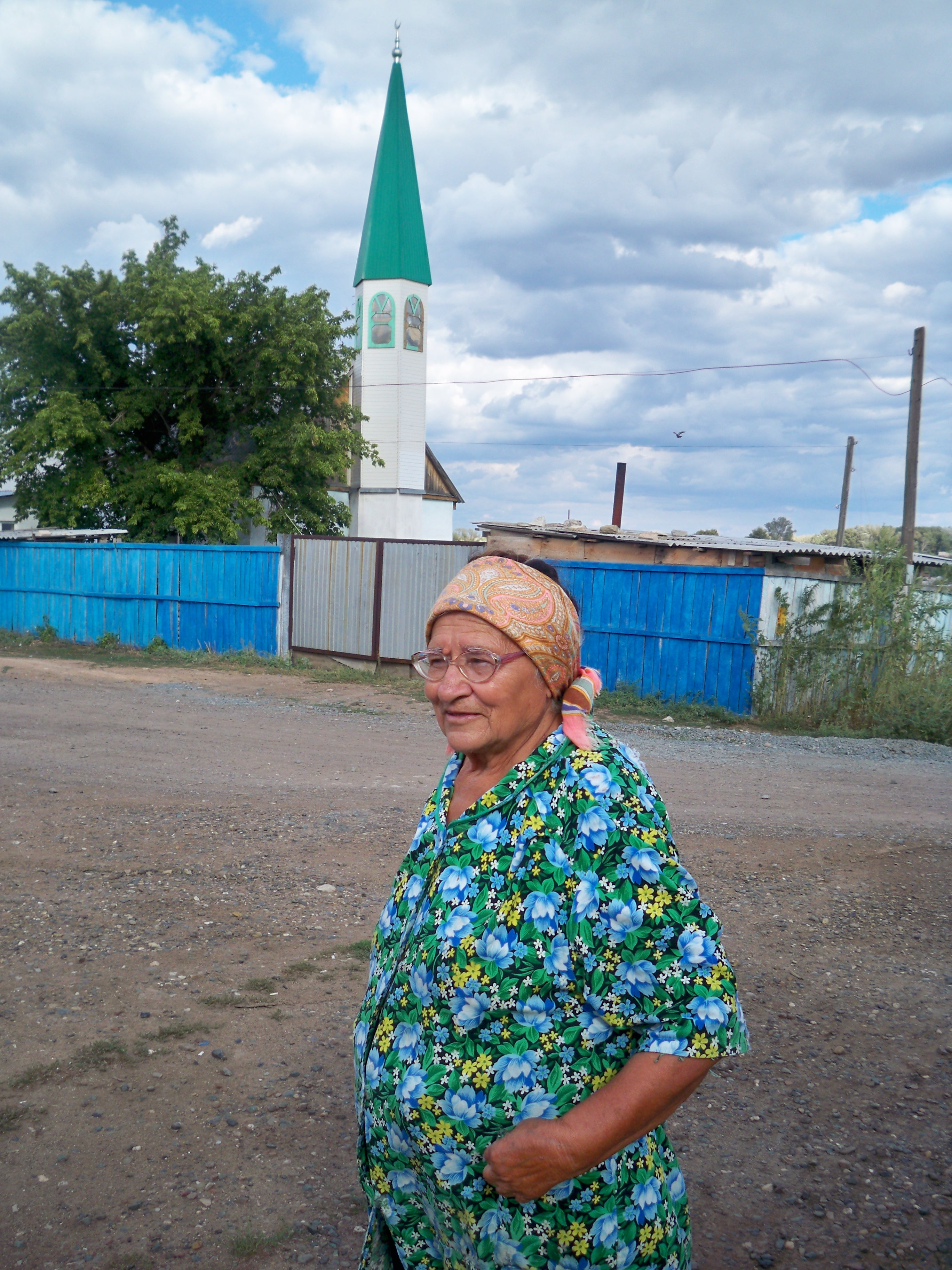
Пятничная мечеть. Перед мечетью известная пуховница Хусаинова Магинур Абдуловна
Памятник В. И. Ленину в центре Сакмары
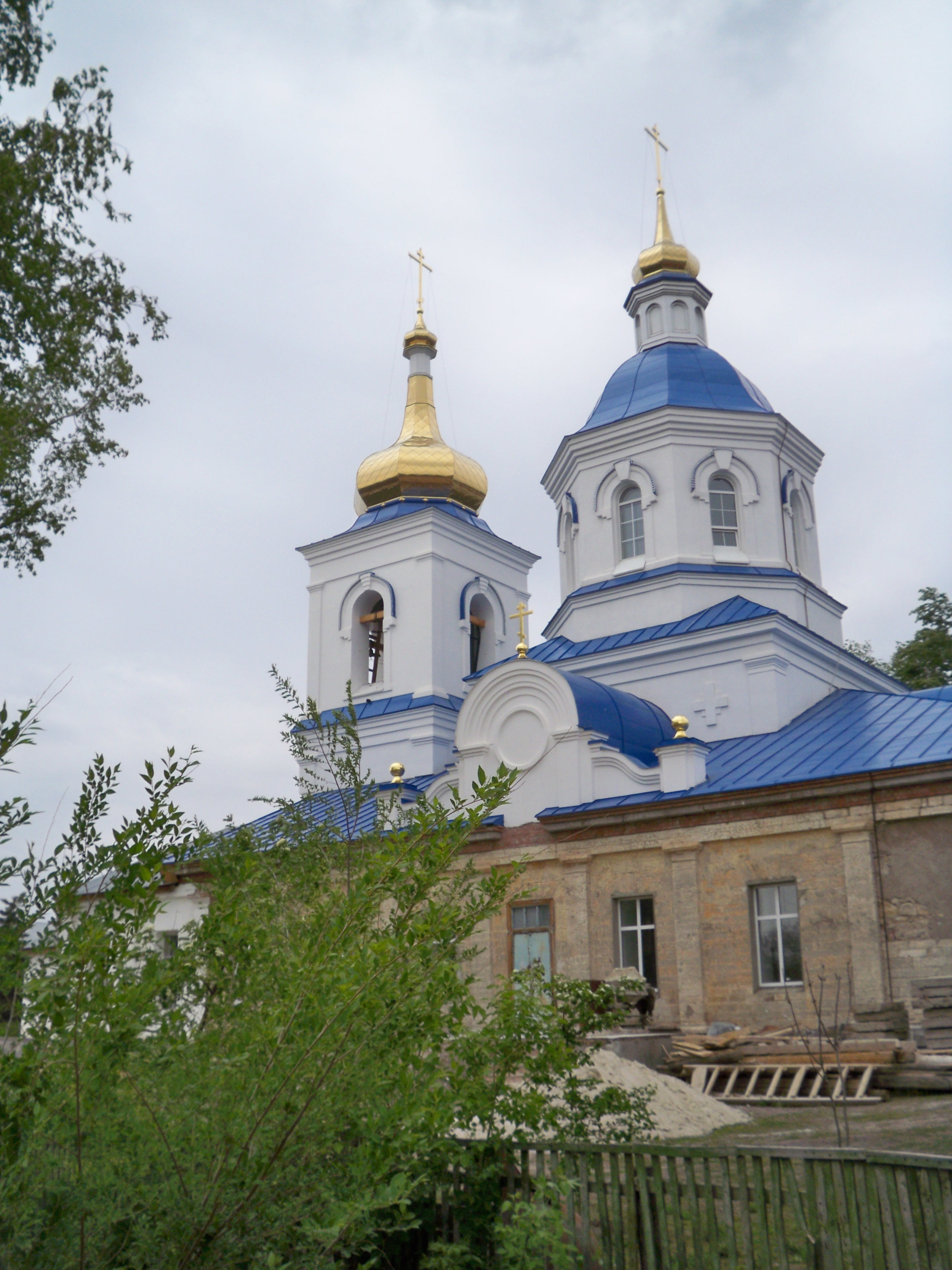
Церковь в честь иконы Казанской Божией Матери
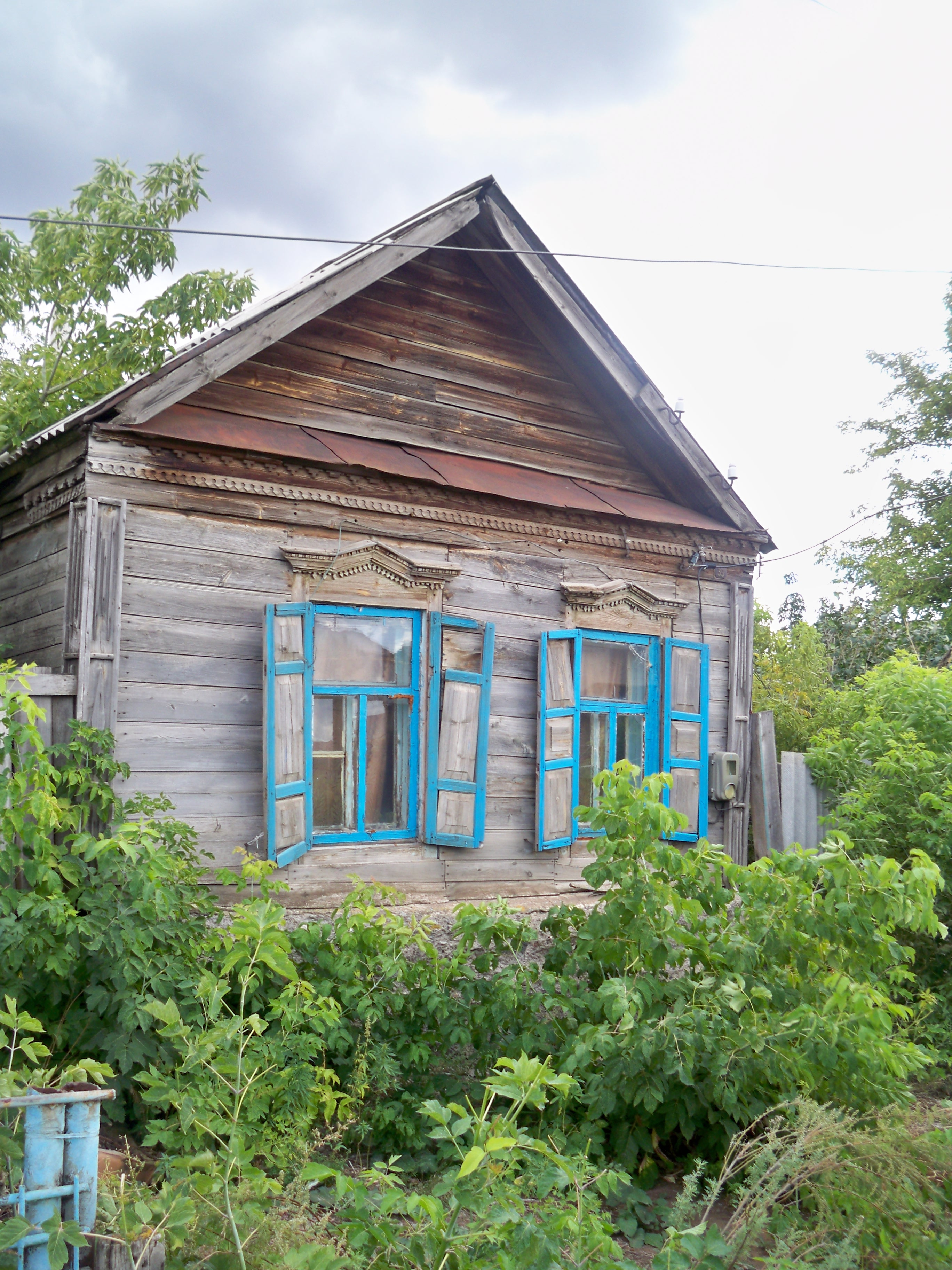
Один из традиционных казачьих домов
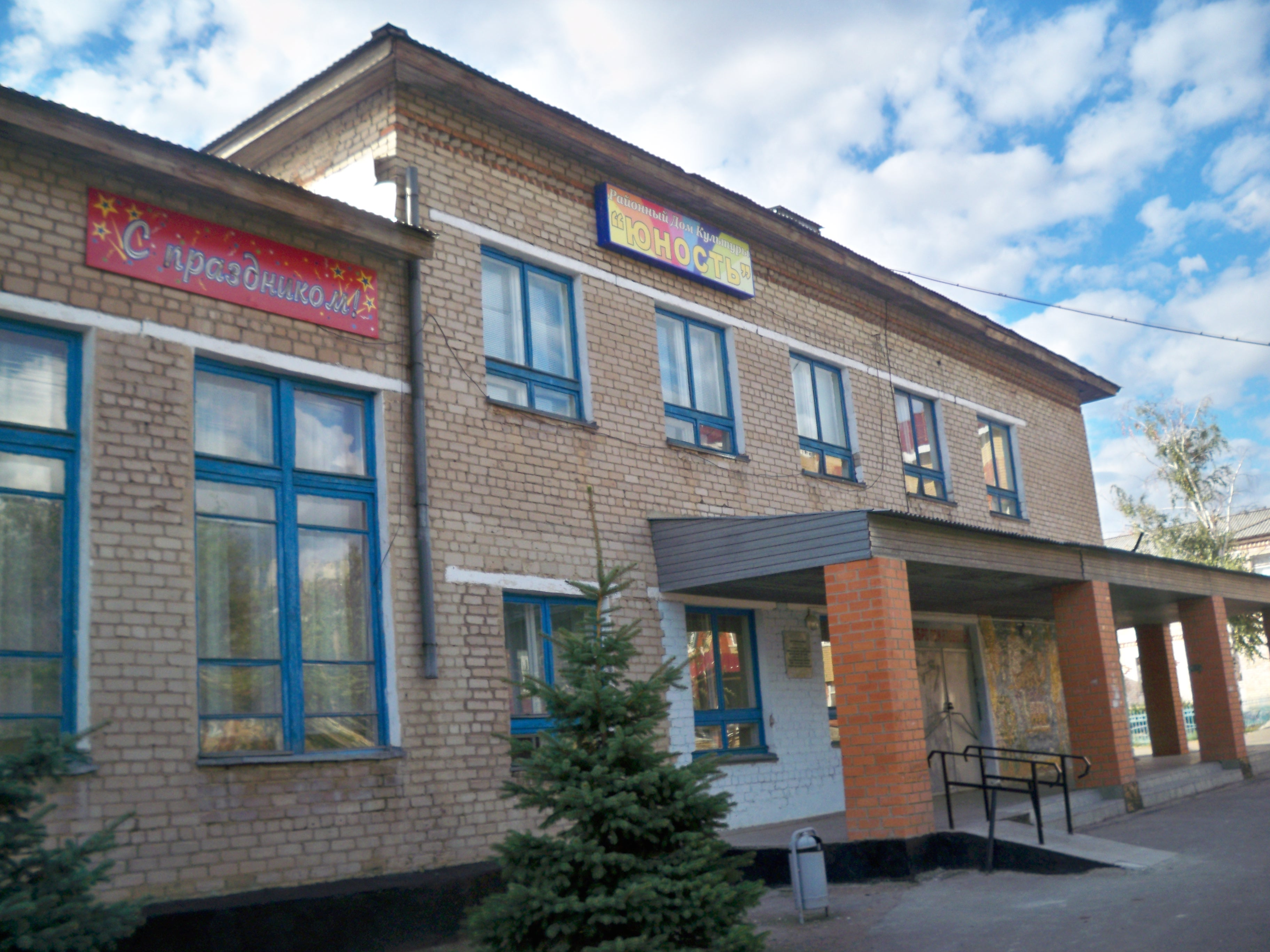
Районный Дом культуры "Юность"
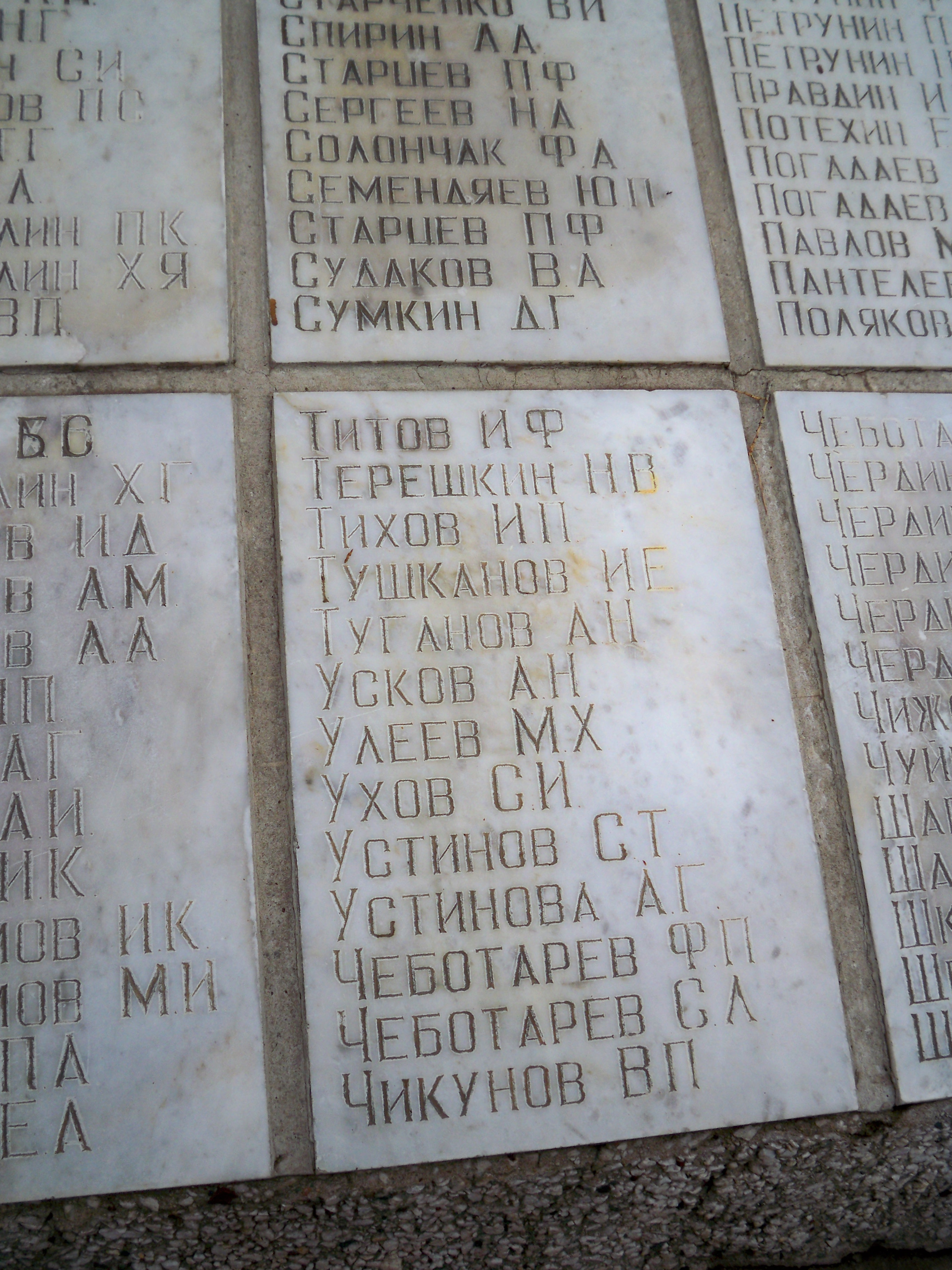
Мемориальные доски у Обелиска Славы с именами сакмарцев, участвовавших в ВОВ
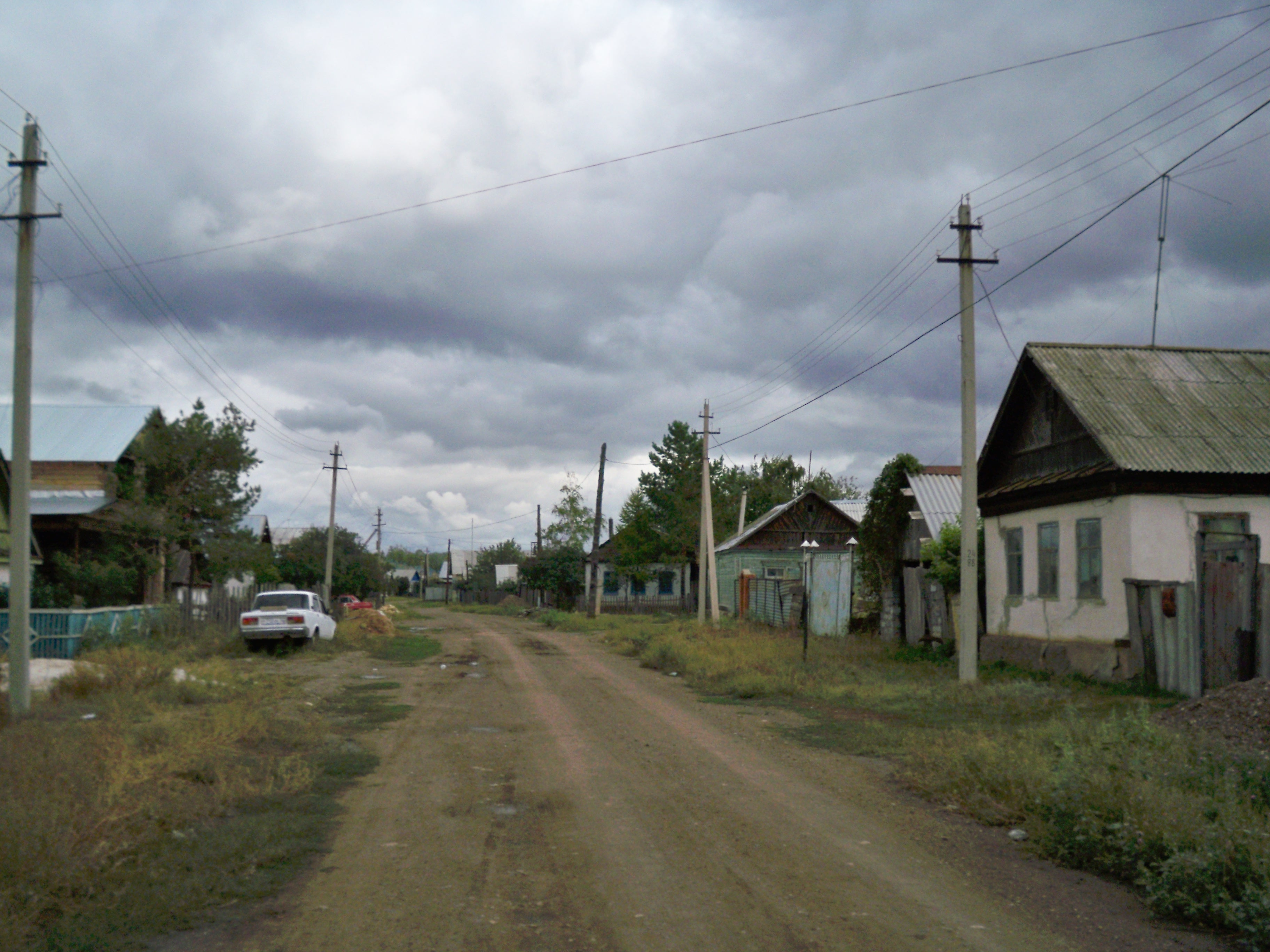
улица Сакмарская
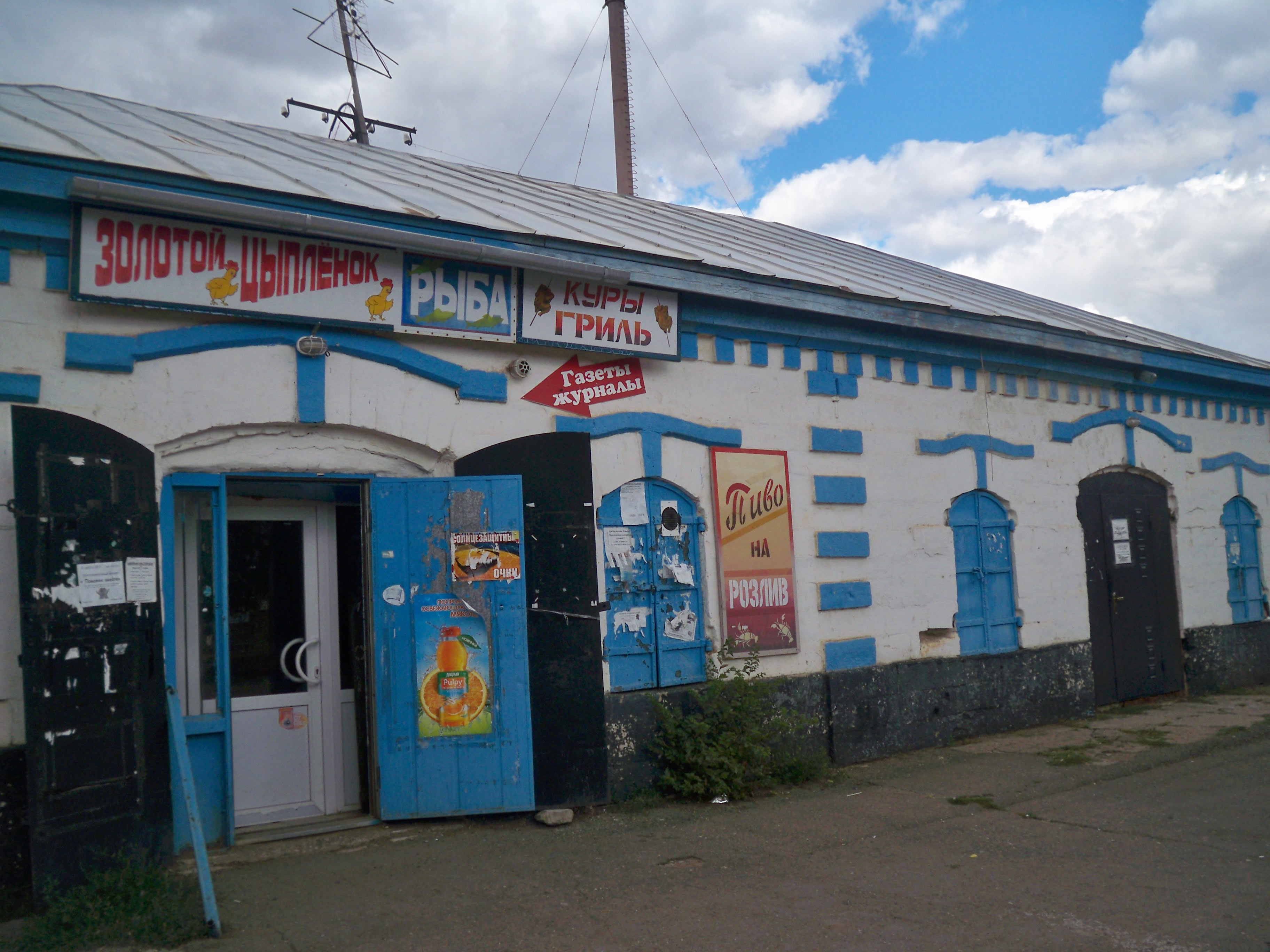
Один из старых сохранившихся магазинов (ранее слева располагался продуктовый магазин "дежурка", справа - хозяйственный магазин)
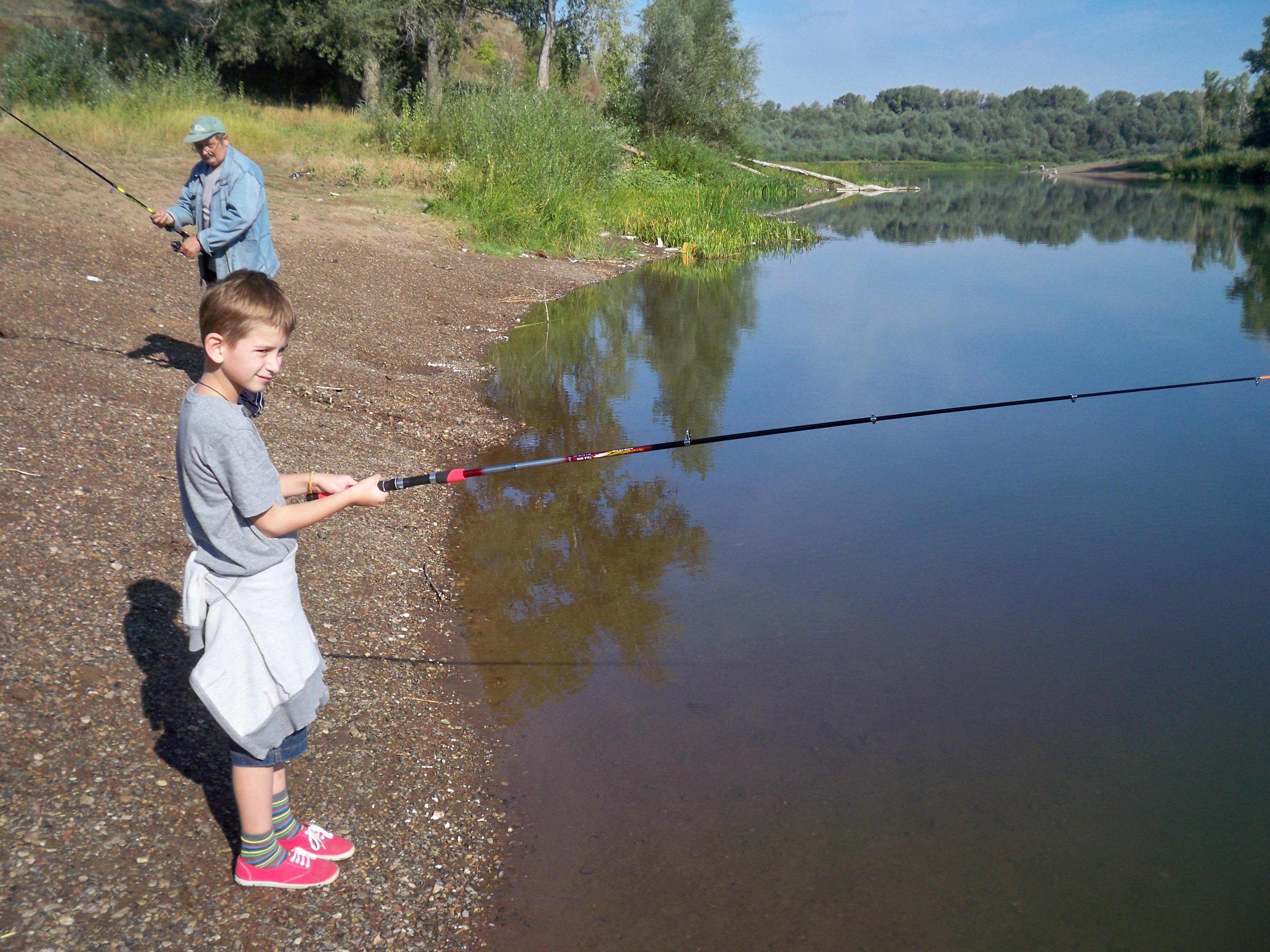
Рыбалка на реке Сакмара около села ("под могилками")
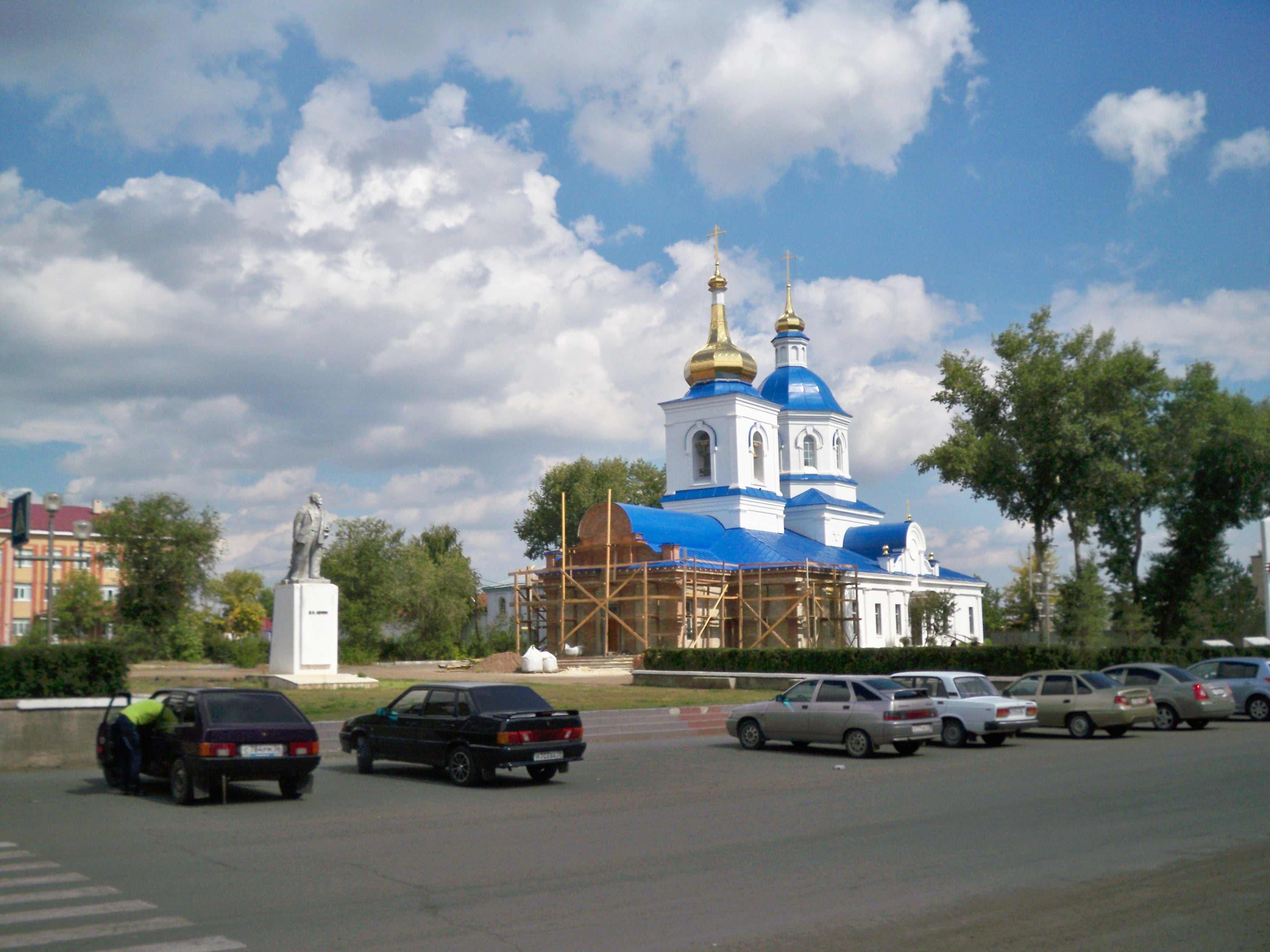
Вид на центральную площадь (ул. Советская)
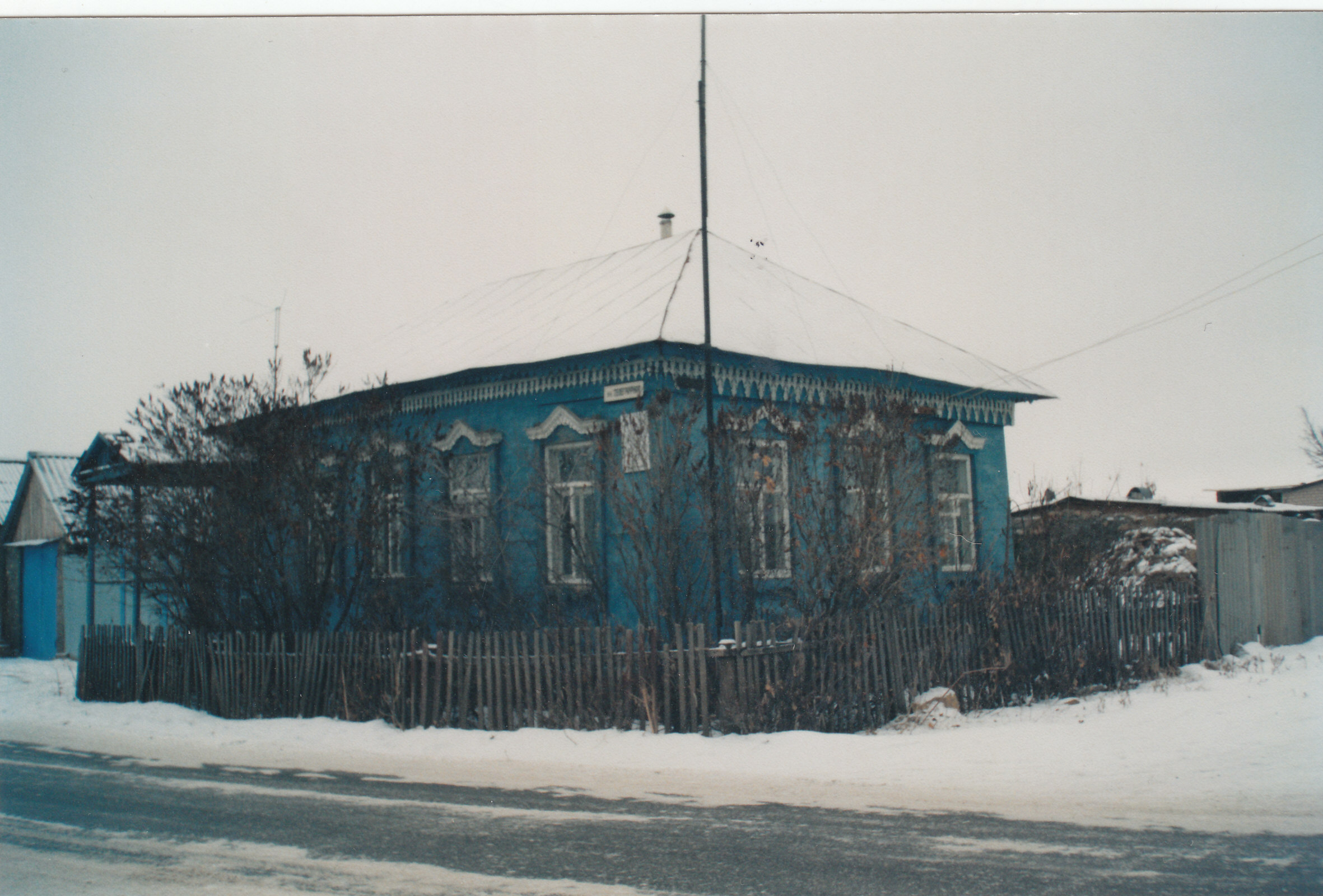
Дом знаменитой династии казаков Марковых (ул. Телеграфная)